# Fridtjov Såheim
Fridtjov Steenstrup-Såheim (2 juli 1968) is een Noors theaterregisseur, schrijver, film- en televisieacteur. Hij debuteerde in 2003 met de rol Magnus in de film Jonny Vang. Zijn eerste rol in een televisieserie speelde hij in 2004 in de televisieserie Seks som oss. Dat was echter een bijrol. In 2007 werd Såheim voor zijn rol als Geirr in de film Kunsten å tenke negativt genomineerd voor een Amanda Award voor beste acteur. Een jaar later werd hij voor zijn rol als Simon in Varg Veum - Falne engler genomineerd voor dezelfde award, maar in de categorie beste mannelijke bijrol.
Sinds 2012 speelt Såheim Jan Johansen in de in 130 landen verschenen televisieserie Lilyhammer. Hij speelde in die televisieserie in 13 van de in totaal 17 afleveringen. In 2013 won Såheim voor zijn rol als vader van Victoria in de film Victoria een Amanda Award voor beste mannelijke bijrol.

## Privéleven
Såheim is getrouwd met actrice Henriette Steenstrup en heeft met haar een zoon, Billy, en een dochter, Ebba.